# Zanré Oberholzer
Zanré Oberholzer, auch Zanre Oberholzer (* 13. November 1998), ist eine ehemalige namibische Schwimmerin und mit sieben bestehenden (Stand Juli 2024) nationalen Rekorden eine der erfolgreichsten ihres Landes. 
Oberholzer nahm an den Schwimmweltmeisterschaften 2013 teil und belegte über die 100 m und 200 m Rücken, ebenso wie bei den Kurzbahnweltmeisterschaften 2014 über 50, 100 und 200 m Rücken und über 4 × 100 m Lagen, jeweils Plätze im hinteren Drittel des Feldes. Auch bei den Olympischen Jugend-Sommerspielen 2014 belegte Oberholzer über 50, 100 und 200 m Rücken hintere Ränge. Sie war bei dem Ereignis Fahnenträgerin ihres Heimatlandes. 
Oberholzer gewann diverse nationale namibische Schwimmtitel.
2013 wurde sie bei den Namibia Annual Sports Awards zu Namibias Nachwuchssportlerin des Jahres gewählt.
Oberholzer schwamm zuletzt 2021/22 für die US-amerikanische St. Bonaventure University.

## Bestleistungen
Langbahn
- 100 m Rücken: 1:03,36 min, 29. Juli 2013 in Barcelona (namibischer Rekord)
- 200 m Rücken: 2:14,52 min, 2. August 2013 in Barcelona (namibischer Rekord)
- 4 × 50 m Lagen: 1:56,91 min, 23. Mai 2014 (namibischer Rekord)

Kurzbahn
- 50 m Rücken: 28,80 s, 6. Dezember 2014 in Doha (namibischer Rekord)
- 100 m Rücken: 1:00,90 min, 3. Dezember 2014 in Doha (namibischer Rekord)
- 200 m Rücken: 2:10,95 min, 5. Dezember 2014 in Doha (namibischer Rekord)
- 4 × 100 m Lagen: 4:20,81 min, 7. Dezember 2014 in Doha (namibischer Rekord)